# Водій для копа
«Водій для копа» ( Stuber) — комедійний бойовик 2019 року про водія, який не за власної волі став частиною поліцейської операції.

## У ролях
| Актор             | Роль           |
| ----------------- | -------------- |
| Кумейл Нанджіані  | Стю            |
| Батиста           | Віктор         |
| Іко Ювайс         | Ока            |
| Наталі Моралес    | Ніколь Меннінг |
| Бетті Гілпін      | Бекка          |
| Джиммі Татро      | Річі           |
| Міра Сорвіно      | Енжи Мак-Генрі |
| Карен Гіллан      | Сара Морріс    |
| Стів Гоуї         | Фелікс         |
| Амін Джозеф       | Леон           |
| Скотт Лоуренс     | доктор Бренч   |
| Рене Моран        | Амо Кортес     |
| Джулія Васі       | Слоан          |
| Мелоді Пенг       | Брук           |
| Вікторія Анастасі | Мелані         |
| Малачі Малік      | Тарік          |

## Створення фільму

### Виробництво
У квітні 2016 року 20th Century Fox купила сценарій фільму в Тріппера Кленсі, Джонатан Голдстейн і Джон Френсіс Делі були призначені продюсерами. Основні зйомки тривали з 3 травня по 2 липня 2018 року в Атланті.

### Знімальна група
- Кінорежисер — Майкл Даус
- Сценарист — Тріппер Кленсі
- Кінопродюсер — Джонатан Голдстейн, Джон Френсіс Делі
- Кінооператор — Боббі Шор
- Композитор — Джозеф Трапанезе
- Кіномонтаж — Джонатан Шварц
- Художник-постановник — Нааман Маршалл
- Артдиректор — Енді Крамблі
- Художник-декоратор — Карен Фрік
- Художник-костюмер — Лей Лаверетт
- Підбір акторів — Ніколь Абеллера, Джианн Мак-Карті[4]